# Barrio Jocolí II
Barrio Jocolí II es una localidad argentina ubicado en el distrito Jocolí del Departamento Lavalle, provincia de Mendoza. Se desarrolla longitudinalmente sobre la Ruta Nacional 40, 7 km al sur de la cabecera del distrito.